# Віжки

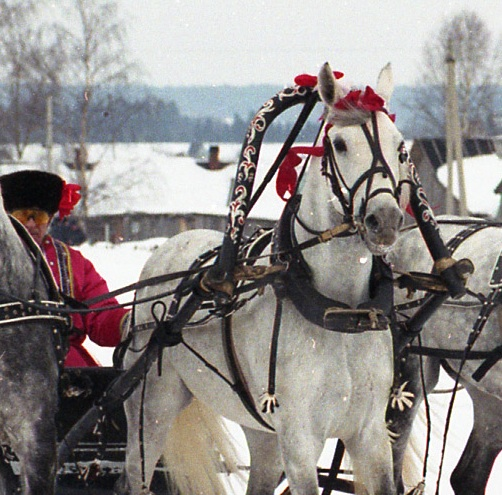
Російська тройка. Видно віжку корінника, що йде до рук візника і чумбур підпряжного, який йде до кільця дуги

Ві́жки — прикріплені до вуздечки довгі ремені чи мотузки, якими правлять упряжними кіньми. На верхових конях для цієї мети використовують поводи.
Віжки виготовляють з міцної шкіри, вони можуть бути з суцільного ременя і плетені. Також використовуються мотузкові чи матерчасті. Основна вимога до віжок — міцність і м'якість, остання якість важлива для забезпечення кращого тримання їх у руках при управлінні, зокрема для стримування коня. Для цього парні віжки іноді роблять складеними: кінці з ременя, а середня частина — з міцної тасьми. Для пристібування віжок кінці їх мають пряжки чи кільця з карабінами.
Для корінників віжки є парними: вони являють собою довгу петлю, кінці якої прикріплені до вуздечки, а середина знаходиться в руках візника. Віжка для підпряжних (привіжка) одинарна і закріплена на вуздечці тільки одним кінцем (ззовні), другий кінець держить візник. Замість другої віжки до вуздечки підпряжного кріпиться чумбур: його кінець закріплений на кільці, яке вільно переміщається по ремені, що з'єднує кільця вудил. Чумбур йде до дуги корінника і прикріпляється до його кільця. У парокінній запряжці (для дишельних коней) використовують чотирикінцеві перехресні віжки.
При запряганні віжки є завершальним елементом: їх пропускають над черезсіделком (у разі голобельного запрягу), проводять через збруйні кільця (за їхньої наявності) і кріплять до кілець вудил. При голобельно-дуговому запрягу за відсутності кілець одна віжка проходить над гужем, друга під ним: це дає додатковий контроль, якщо кінь почне нести.